# Kalgan (rivier)
De Kalgan is een rivier in de regio Great Southern in West-Australië.

## Geschiedenis
De Kalgan werd de Rivière des Français genoemd tijdens de Franse wetenschappelijke expeditie onder leiding van kapitein Nicolas Baudin in 1803. Hij lag toen met zijn schip Geographe voor anker in de Frenchmanbaai. De eerste kolonisten noemden de rivier daarom de French River. In 1831 maakte de ontdekkingsreiziger Alexander Collie, die goed bevriend was met Mokare, melding van de rivier onder de naam "Kal-gan-up". Dat nyungahwoord zou "plaats van vele waters" betekenen. Volgens een andere theorie betekent Kalganup "plaats van vele vissen" en die theorie wordt ondersteund door restanten van aborigines' visvallen. De stenen visvallen maken deel uit van een aborigineskampplaats die reeds 7500 jaar in gebruik was.

### Bruggen
Er liggen twee bruggen over de Kalgan. De Upper Kalgan Bridge over de bovenloop en de Lower Kalgan Bridge over de benedenloop. De oude Lower Kalgan Bridge werd in 1904-05 gebouwd om landbouwgrond ten oosten van de rivier te ontsluiten. Over de bovenloop van de rivier King werd reeds in 1854 en over de benedenloop in 1896 een brug gebouwd. De bruggen maakten de King echter onbevaarbaar en om scheepvaart op de Kalgan mogelijk te maken kreeg de oude Lower Kalgan Bridge een vakwerkconstructie. In 1912 werd nabij de brug een aanlegsteiger gebouwd die gebruikt werd door landbouwers en voor de pleziervaart. In 1939 werd de brug over de bovenloop van de Kalgan door een vloed weg geslagen en dreef tot tegen de brug over de benedenloop tien kilometer stroomafwaarts. Tegen de jaren 1950 was de brug over de benedenloop in slechte staat doordat rivierbrasems de eendenmossels van de brugpijlers aten waardoor de brugpijlers beetje bij beetje dunner werden. Een nieuwe Lower Kalgan Bridge werd geopend op 26 juli 1958. De oude brug werd afgebroken, maar de vakwerkconstructie werd als industrieel erfgoed bewaard. De brug over de bovenloop van de Kalgan werd in 1907 gebouwd, honderd kilometer stroomopwaarts van de oude en nieuwe brug over de benedenloop, en was in 2017 nog steeds in gebruik.

## Geografie
De Kalgan ontspringt ten noordwesten van het plaatsje Kendenup, ten westen van het Stirlinggebergte. De rivier is honderdveertig kilometer lang en stroomt in zuidelijke richting tot ze samen met de rivier King in Oyster Harbour uitmondt, ongeveer tien kilometer ten noordoosten van Albany. Oyster Harbour maakt deel uit van de King George Sound.
De rivier stroomt door twee waterpoelen:
- Meriwarbelup Pool (159m)
- Noorubup Pool (103m)

Er monden vijf waterlopen in de Kalgan uit:
- Young River (160m)
- Boonawarrup Creek (143m)
- Gaalgegup Creek (125m)
- Stony Creek (110m)
- Napier Creek (22m)

Er liggen een aantal eilandjes in de rivier, voornamelijk stroomafwaarts van de Upper Kalgan Bridge. Honeymoon-eiland ligt net stroomopwaarts van de Lower Kalgan Bridge en Willie-eiland net stroomafwaarts van de Upper Kalgan Bridge.

## Fauna en flora
Van het stroomgebied is 66% ontbost. Het water van de Kalgan is zeer zilt, maar was dat gezien de oevervegetatie vermoedelijk reeds voor de ontbossing. De jaarlijkse neerslag bedraagt 1100 mm in het stroomgebied van de benedenloop. De bovenloop ontvangt minder neerslag, maar de rivier vloeit het hele jaar door.

### Flora
Langs de benedenloop groeien wilde bloemen waaronder de Hovea trisperma, Adenanthos obovatus, Patersonia occidentalis, Lysinema ciliatum, Leucopogon pulchellus, Dryandra carduacea, Hovea pungens, Acacia extensa, Dryandra sessilis en de Hovea elliptica. De Melaleuca alsophila is de meestvoorkomende boom in het estuarium van de Kalgan. Rond de bovenloop waar het water minder zilt is groeien de Eucalyptus calophylla, Melaleuca rhaphiophylla en de Lepidosperma effusum. De Eucalyptus marginata en de Calothanus quadrifidus groeien op de granieten rotsen.

### Fauna
De ongewervelden die voorkomen in de benedenloop van de Kalgan zijn de Bembicium, de Balanus en borstelwormen waaronder de trompetkalkkokerworm, Bembicium auratum, Tritia burchardi, Xenostrobus securis, Fluviolanatus subtortus en de Balanus amphitrite.
De meest voorkomende vis in de Kalgan is de Acanthopagrus butcheri. Daarnaast wordt ook de Pseudocaranx georgianus, haring, Argyrosomus japonicus en de wijting er gevangen.
In het estuarium leven tal van water- en waadvogels:
- Australische pelikaan
- zwarte aalscholver
- bonte aalscholver
- Australische bonte scholekster
- steltkluut
- oeverloper

- Australische witte ibis
- strohalsibis
- geelsnavellepelaar
- diksnavelmeeuw
- reuzenstern

Tal van vogels leven in de omgeving van plaatsen waar de rivier uit zoet water bestaat:
- dunsnavelraafkaketoe
- Australische torenvalk
- Australische boomvalk
- Wigstaartarend
- langsnavelraafkaketoe
- roze kaketoe
- naaktoogkaketoe
- purperkaplori

- roodkapparkiet
- kookaburra
- tuinwaaierstaart
- Australische vliegenvangers
- prachtelfje
- witooghoningeter
- roodlelhoningeter
- roodoorastrild

De banjokikker en de Heleioporus eyrei zijn de meest voorkomende amfibieën in het stroomgebied van de Kalgan, de Australische tijgerslang en de Pseudonaja affinis de meest voorkomende reptielen.